# فاصل عشري

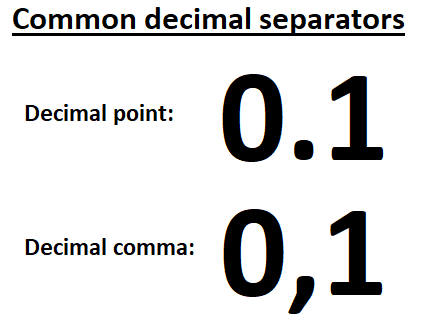
كل من الفاصلة والنقطة مقبولة كفواصل عشرية عالمياً.

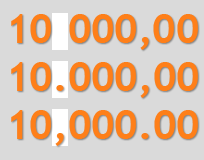
ثلاث طرق لتجميع العدد عشرة آلاف.1) المسافة، فاصل الآلاف الموصى به دوليًا.2) النقطة، فاصل الآلاف في العديد من البلدان غير الناطقة باللغة الإنجليزية.3) الفاصلة ، فاصل الآلاف المستخدم في معظم البلدان الناطقة باللغة الإنجليزية.

الفاصل العَشَريّ رمز يَفصِل جزء العدد الصحيح عن جزء الكسر لرقْم مكتوب في شكل عَشَري. تختلف رموزه بين الدول، مما يؤثر في اختيار رمز فاصل الآلاف في تجميع الأرقام.
يُسمى كل رمز كهذا بعلامة عَشَرية أو فاصل عَشَري أو رمز عَشَري. أو بأسماء خاصة بعلامات الترقيم المستعملة مثل: النقطة العشرية والفاصلة العشرية، التي تشير إلى نقطة وفاصلة على التوالي، إذا كانوا فاصلًا عشريًا.
وأكثر النطق بالرقْم يكون بافتراض وظيفة الفاصل العشري بنطق اسم الرمز المستعمل: الفاصلة أو النقطة في أكثر الأحوال. وتُستعمل الكلمة فاصل عشري في سياقاتٍ خاصة بدلاً من ذلك (كما في اتصالات مراقبة الحركة الجوية التي تنظمها منظمة الطيران المدني الدولي). والفاصل العشري في الرياضيات نوعٌ من نقطة الجذر، وهو مصطلح يجري أيضًا على أنظمة الأرقام التي لا تعتمد على الاساس 10.

## تاريخ
في العصور الوسطى، قبل الطباعة، تم استخدام شريط (¯) فوق رقم الوحدات لفصل الجزء الصحيح من الرقم عن الجزء الكسري، كما في 9995 (بمعنى 99.95 في تنسيق الفاصلة العشرية). لا يزال هناك ترميز مشابه شائع الاستخدام كشريط سفلي للأرقام المكتوبة فوق الخط، خاصة للقيم النقدية بدون فاصل عشري، كما في 9995. لاحقًا، كان يتم استخدام علامة بين موضع الوحدات والأعشار (مثل علامة حبر قصيرة رأسية مائلة قليلاً) وأصبحت شائعة الاستخدام بين علماء الرياضيات العرب (على سبيل المثال 99ˌ95)، بينما كان الشريط العمودي على شكل حرف L (|) بمثابة الفاصل في إنجلترا. عندما تم كتابة هذا الحرف بنظام صف الحروف، كان من الملائم استخدام الفاصلة الموجودة (99,95) أو النقطة الكاملة (99.95) بدلاً من ذلك.
تظهر الكسور العشرية الموضعية لأول مرة في كتاب لعالم الرياضيات العربي أبو الحسن الإقليديسي في القرن العاشر. هذه الممارسة مشتقة في النهاية من نظام العد العشري الهندي العربي المستخدم في الرياضيات الهندية، وشاع من قِبَل عالم الرياضيات الفارسي الخوارزمي، عندما قدمت الترجمة اللاتينية لعمله على الأرقام الهندية نظام الأرقام الموضعية العشرية للعالم الغربي. قدم كتابه المختصر في الحساب عن طريق الإكمال والموازنة أول حل منهجي للمعادلات الخطية والتربيعية في اللغة العربية.
وضع سلفستر الثاني علامة قوس على ثلاثة أعمدة (يسمى «قوس فيثاغورس»)، عند استخدام الأعداد الهندية والعربية في القرن العاشر. اتبع فيبوناتشي هذا التقليد عند كتابة الأرقام، كما هو الحال في عمله المؤثر Liber Abaci في القرن الثالث عشر. استخدمت جداول اللوغاريتمات التي أعدها جون نابير في 1614 و 1619 النقطة كفاصل عشري، وتبنى هنري بريجز هذا النظام أيضاً في أعماله المؤثرة في القرن السابع عشر.
في فرنسا، كانت النقطة مستخدمة بالفعل في الطباعة لجعل الأرقام الرومانية أكثر قابلية للقراءة، لذلك تم اختيار الفاصلة كعلامة عشرية بدلاً من ذلك. كما اختارت العديد من البلدان الأخرى، مثل إيطاليا، استخدام الفاصلة لتحديد موضع الوحدات العشرية. لقد تم جعله معيارًا من قبل ISO للطبعات الزرقاء الدولية. ومع ذلك، استخدمت البلدان الناطقة باللغة الإنجليزية الفاصلة لفصل التسلسلات المكونة من أكثر من ثلاثة أرقام. في بعض البلدان، يمكن استخدام نقطة مرتفعة أو شرطة (upper comma) للتجميع أو كفاصل عشري؛ هذا شائع بشكل خاص في الكتابة اليدوية.
في الولايات المتحدة، تم استخدام النقطة (.) كفاصل عشري قياسي.

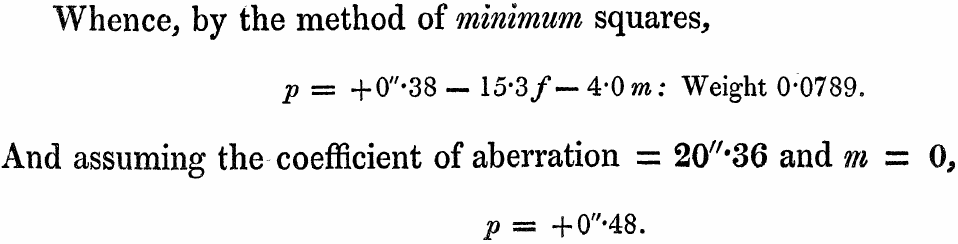
النقطة الوسطى interpunct (·) المستخدمة كفاصل عشري في طبعة بريطانية من عام 1839

في دول الإمبراطورية البريطانية (ولاحقًا، دول الكومنولث)، يمكن استخدام النقطة في المواد المطبوعة ولا يتم حظر استخدامها، على الرغم من أن الـ interpunct (المعروفة أيضًا باسم النقطة العشرية أو النقطة أو النقطة الوسطى) كان مفضلًا كفاصل عشري، في تقنيات الطباعة التي يمكن أن تستوعبه، على سبيل المثال 99·95. ومع ذلك، نظرًا لأن النقطة الوسطى كانت شائعة الاستخدام بالفعل في عالم الرياضيات للإشارة إلى الضرب، فقد رفضت SI استخدامها كفاصل عشري.
خلال بداية القياس المتري البريطاني في أواخر الستينيات ومع استخدام الكسور العشرية في العملة، كان هناك بعض الجدل في المملكة المتحدة حول ما إذا كان ينبغي تفضيل الفاصلة العشرية أو النقطة العشرية: أيدت مؤسسة المعايير البريطانية وبعض قطاعات الصناعة الفاصلة وأيد مجلس العملة العشري النقطة. هنا، تم اختيار النقطة من قبل وزارة التكنولوجيا في عام 1968.
عندما تبنت جنوب إفريقيا النظام المتري، تبنت الفاصلة كفاصل عشري لها،  على الرغم من أن عددًا من الصحف، بما في ذلك بعض الصحف الصادرة باللغة الإنجليزية مثل The Sunday Times، استمرت في استخدام النقطة. 
تستخدم اللغات المساعدة الدولية الثلاث الأكثر استخدامًا، لغة أيدو والإسبرانتو والإنترلنغوا، الفاصلة كفاصل عشري. استخدمت إنترلنغوا الفاصلة كعلامة عشرية لها منذ نشر القواعد الخاصة بها في عام 1951. تستخدم الاسبرانتو أيضًا بشكل رسمي الفاصلة كعلامة عشرية، بينما يتم فصل الآلاف بمسافات غير فاصلة: 12 345 678,9 . تنص القواعد التفصيلية الكاملة للغة أيدو على أن الفواصل تُستخدم للعلامة العشرية بينما تُستخدم النقاط للفصل بين الآلاف والملايين وما إلى ذلك. لذا فإن الرقم 12,345,678.90123 (بالتدوين الأمريكي) على سبيل المثال، سيتم كتابته 12.345.678,90123 في الأيدو.القواعد النحوية الموجودة في لغة فولابوك في عام 1931 بواسطة آري دي جونغ تستخدم الفاصلة كعلامة عشرية، وتستخدم -بشكل غير عادي إلى حد ما- النقطة الوسطى كفاصل الآلاف (12·345·678,90123).
في عام 1958، أدت الخلافات بين المندوبين الأوروبيين والأمريكيين حول التمثيل الصحيح للفاصل العشري إلى توقف تطوير لغة برمجة الكمبيوتر ألغول. انتهى ألغول إلى السماح بفواصل عشرية مختلفة، ولكن معظم لغات الكمبيوتر وتنسيقات البيانات القياسية (على سبيل المثال، سي، جافا، فورتان، أوراق الأنماط المتتالية (CSS)) تستخدم النقطة.

علامة مسافة بالميل في كاليفورنيا عند الميل 144.44

في السابق، كانت اللافتات الموجودة على طول طرق كاليفورنيا تعبر عن المسافات بأرقام عشرية مع كتابة الجزء العشري بأحرف مرتفعة، كما في 3 7 ، أي 3.7. على الرغم من أن كاليفورنيا قد انتقلت منذ ذلك الحين إلى الأعداد المختلطة ذات الكسور المشتركة، إلا أن النمط الأقدم يظل على علامات المسافة بالميل وعلامات الجسر.

## المعايير الحالية
أعلن المؤتمر العام للأوزان والمقاييس الثاني والعشرون في عام 2003 أن «رمز العلامة العشرية يجب أن يكون إما النقطة على السطر أو الفاصلة على السطر». كما أعاد التأكيد على أنه «يمكن تقسيم الأرقام إلى مجموعات من ثلاثة من أجل تسهيل القراءة؛ ولا يتم إدخال أي نقاط أو فواصل في المسافات بين المجموعات»  (على سبيل المثال 1000000000). لذلك أوصت المنظمات التقنية بهذا الاستخدام، مثل المعهد الوطني للمعايير والتكنولوجيا بالولايات المتحدة.
الإصدارات السابقة من ISO 8601، ولكن ليس نسخة 2019، حددت أن الرمز المعياري بناءً على اصطلاحات الوحدات الدولية الأساسية، يُفضل أن يكون الفاصلة وليس النقطة.
تنص ISO 80000-1 على أن «العلامة العشرية هي إما فاصلة أو نقطة على السطر.» لا ينص المعيار على أي تفضيل، مع ملاحظة أن الاستخدام سيعتمد على الاستخدام المتعارف عليه في اللغة المعنية، ولكنه يضيف ملاحظة أنه وفقًا لتوجيهات ISO/IEC ، يجب أن تستخدم جميع معايير ISO الفاصلة العشرية.

## تجميع الأرقام
لسهولة القراءة، يمكن تقسيم الأرقام التي تحتوي على العديد من الأرقام إلى مجموعات باستخدام مُحدِد، مثل الفاصلة "،" أو النقطة "."، نصف مسافة " "، الفراغ " "، خط تحتي " _ " (كما في البحرية" 21_450 ") أو الفاصلة العليا «'». في بعض البلدان، يتم استخدام «فواصل مجموعات الأرقام» هذه على يسار الفاصل العشري فقط؛ في حالات أخرى، يتم استخدامها أيضًا لفصل الأرقام مع جزء كسري طويل. أحد الأسباب المهمة للتجميع هو أنه يتيح الحكم السريع لعدد الأرقام، بنظرة خاطفة، بدلاً من العد (للمقارنة، على سبيل المثال، 100000000 مع 100000000 للعد مائة مليون).
منذ عام 2003، واستخدام المسافات كفواصل (على سبيل المثال: 20000 و 1000000 ل «عشرين ألف» و «مليون») تمت المصادقة عليه رسمياً من قِبل معيار SI/ISO 31-0، وكذلك من قِبل المكتب الدولي للأوزان والمقاييس والاتحاد الدولي للكيمياء البحتة والتطبيقية (IUPAC)، ودليل نمط AMA الخاص بالجمعية الطبية الأمريكية المتبع على نطاق واسع، ومجلس القياس المتري، من بين أخرين.
تميل المجموعات التي تم إنشاؤها بواسطة المحددات إلى اتباع استخدام اللغة المحلية، والتي تختلف. في اللغات الأوروبية، تُقرأ الأعداد الكبيرة في مجموعات من الآلاف، ويمكن أن يُطلق على المحدِّد -الذي يظهر كل ثلاثة أرقام عند استخدامه- «فاصل الآلاف». في ثقافات شرق آسيا، وخاصة الصين، اليابان، وكوريا، تتم قراءة الأعداد الكبيرة في مجموعات من عشرة آلاف، ولكن المحدِد عادة يفصل كل ثلاثة أرقام.  يعتبر نظام الأرقام الهندي أكثر تعقيدًا إلى حد ما: فهو يجمع الأرقام الثلاثة الموجودة في أقصى اليمين معًا (حتى خانة المئات) وبعد ذلك يجمع الأرقام بواسطة مجموعات من رقمين. وبالتالي سيتم كتابة الرقم تريليون على النحو التالي: 10,00,00,00,00,000 أو 10 خراب.
استخدام فواصل المجموعات في الأرقام تاريخيًا كان مختلفاً بين البلدان، ولكنه يسعى عادةً إلى التمييز بين المحدد والفاصل العشري. تقليدياً، استخدمت البلدان الناطقة باللغة الإنجليزية الففاصلة كمحدد – 10,000 – والدول الأوروبية الأخرى استخدمت النقطة أو المسافة: 10.000 أو 10000 . بسبب الارتباك الذي قد يحدث في المستندات الدولية، في السنوات الأخيرة، تمت الدعوة لاستخدام المسافات كفواصل بواسطة معيار SI/ISO 31-0 الذي تم استبداله، وكذلك من قبل المكتب الدولي للأوزان والمقاييس والاتحاد الدولي للكيمياء البحتة والتطبيقية، والذي بدأ أيضًا في الدعوة إلى استخدام «مسافة صغيرة» للمجموعات من ثلاثة. داخل الولايات المتحدة، يدعو دليل النمط AMA التابع للجمعية الطبية الأمريكية المتبع أيضًا إلى استخدام المسافة الصغيرة. في بعض بيئات التشفير عبر الإنترنت (على سبيل المثال، ASCII-فقط) لا تكون المسافة الصغيرة عملية أو متاحة، وفي هذه الحالة تكون مسافة الكلمات العادية أو عدم وجود محدد هي البدائل.

### البيانات مقابل القناع
يمكن أن تظهر فواصل مجموعات الأرقام إما كجزء من البيانات أو كقناع يتم من خلاله عرض البيانات. هذا مثال على الفصل بين العرض التقديمي والمحتوى، مما يجعل من الممكن عرض الأرقام مع تجميعها بطريقة لا تُدخل أي مسافات بيضاء في سلسلة الأرقام في المحتوى. في العديد من سياقات الحوسبة، يُفضل حذف فواصل مجموعات الأرقام من البيانات وبدلاً من ذلك يتم تركيبها كقناع (قناع إدخال أو قناع إخراج). تتضمن الأمثلة الشائعة جداول البيانات وقواعد البيانات التي يتم فيها إدخال قيم العملات بدون هذه العلامات ولكن يتم عرضها مع إدراجها. (وبالمثل، يمكن أن تحتوي أرقام الهواتف على واصلات و/أو مسافات و/أو أقواس كقناع بدلاً من كونها بيانات.) في محتوى الويب، يمكن إجراء تجميع الأرقام هذا بأسلوب CSS. إنه مفيد لأنه يمكن نسخ الرقم ولصقه في الآلات الحاسبة (بما في ذلك شريط العنوان في متصفح الويب) وتحليله بواسطة الكمبيوتر كما هو (على سبيل المثال، بدون قيام المستخدم بإزالة الأحرف الغريبة يدويًا). مثلاً، ويكيبيديا يمكنها عرض لمحتوى الأرقام بهذه الطريقة، كما في الأمثلة التالية: 149597870700 متر هو 1 وحدة فلكية، 3.14159265358979323846 هي π مقربة إلى 20 منزلة عشرية، 2.71828182845904523536 هو e مقربة إلى 20 منزلة عشرية.
في بعض لغات البرمجة، يمكن تجميع الأرقام في الكود المصدري للبرنامج لتسهيل قراءته. أيدا، سي شارب (من الإصدار 7.0)، دي، هاسكل (من GHC الإصدار 8.6.1)، جافا، كامل، بيرل، بايثون (من الإصدار 3.6)، بي إتس بي (من الإصدار 7.4)، روبي، غو (من الإصدار 1.13)، رست، جوليا، وسويفت كلهم يستخدمون حرف الشرطة السفلية (_) لهذا الغرض؛ على هذا النحو، تسمح هذه اللغات بإدخال سبعمائة مليون كـ 700_000_000. يتجاهل فورتران ذو الشكل الثابت المسافات البيضاء (في جميع السياقات)، لذلك 700 000 000 جائز. تسمح C ++ 14 وريبول و Red باستخدام فاصلة عليا لتجميع الأرقام، لذا يُسمح بـ 700'000'000.

### استثناءات لتجميع الأرقام
ينص المكتب الدولي للأوزان والمقاييس على أنه «عندما يكون هناك أربعة أرقام فقط قبل العلامة العشرية أو بعدها، فمن المعتاد عدم استخدام مسافة لعزل رقم واحد». وبالمثل، تنص بعض كتيبات النمط على أنه لا ينبغي استخدام فاصل الآلاف في النص العادي للأرقام من 1000 إلى 9999 حين لا يتم عرض جزء كسري عشري (بمعنى آخر، للأعداد الصحيحة المكونة من أربعة أرقام)، بينما يستخدم البعض الآخر فاصل الآلاف، ويستخدم آخرون كليهما. على سبيل المثال، يحدد نمط APA فاصل الآلاف «لمعظم الأرقام من 1,000 أو أكثر» باستثناء أرقام الصفحات والأرقام الثنائية ودرجات الحرارة وما إلى ذلك.
هناك دائمًا استثناءات «بديهية» خاصة بالبلاد لتجميع الأرقام، مثل أرقام الأعوام والرموز البريدية وأرقام بطاقات الهوية، والتي تتبع تنسيق للأرقام بدون مجموعات، كما تنص عليها كتيبات النمط عادةً.

### في أنظمة الترقيم التي ليست على أساس 10
في النظام الثنائي (الأساس 2)، يمكن استخدام مسافة كاملة بين مجموعات مكونة من أربعة أرقام، بما يتوافق مع نايبل، أو بشكل مكافئ لرقم سداسي عشري. بالنسبة للأرقام الصحيحة، تُستخدم النقاط أيضًا لفصل مجموعات من أربع بتات. بدلاً من ذلك، يمكن تجميع الأرقام الثنائية في مجموعات من ثلاثة، بما يتوافق مع رقم ثماني. وبالمثل، في النظام السداسي العشري (الأساس 16)، تُستخدم المسافات الكاملة عادةً لتجميع الأرقام في ثنائية، مما يجعل كل مجموعة تتوافق مع بايت. بالإضافة إلى ذلك، غالبًا ما يتم فصل المجموعات المكونة من ثمانية بايتات بواصلة.

## تأثير الآلات الحاسبة وأجهزة الكمبيوتر
البلدان التي تستخدم الفاصلة العشرية، تكون النقطة العشرية شائعة بها أيضاً كـ «رمز دولي» للعلامة العشرية بسبب تأثير الأجهزة، مثل الآلات الحاسبة، التي تستخدم العلامة العشرية. تسمح معظم أنظمة تشغيل الكمبيوتر باختيار العلامة العشرية؛ والبرامج التي تستخدم على مستوى عالمي تسمح بذلك أيضاً، ولكن بعض البرامج تتجاهله، وبعضها قد يفشل حتى في العمل إذا تم تغيير الإعدادات.

## الأرقام الهندية والعربية

### البلدان التي تستخدم الفاصلة العشرية
البلدان التي تُستخدم فيها الفاصلة "," كعلامة عشرية تشمل ما يلي:
- ألبانيا
- الجزائر
- أندورا
- أنغولا
- الأرجنتين
- أرمينيا
- النمسا
- أذربيجان
- بيلاروسيا
- بلجيكا
- بوليفيا
- البوسنة والهرسك
- البرازيل
- بلغاريا
- الكاميرون
- كندا (عند استخدام الفرنسية)
- تشيلي
- كولومبيا
- كوستا ريكا
- كرواتيا
- كوبا
- جمهورية التشيك
- الدنمارك
- تيمور الشرقية
- الاكوادور
- إستونيا
- جزر فارو
- فنلندا
- فرنسا
- ألمانيا
- جورجيا
- اليونان
- الأرض الخضراء
- هنغاريا
- أيسلندا
- إندونيسيا
- ايطاليا
- كازاخستان
- كوسوفو
- قيرغيزستان
- لاتفيا
- لبنان
- ليتوانيا
- لوكسمبورغ (تستخدم كلا العلامتين رسميًا)
- ماكاو (بالنص البرتغالي)
- مولدوفا
- منغوليا
- المغرب
- موزمبيق
- ناميبيا (تستخدم كلا العلامتين)
- مقدونيا الشمالية
- النرويج
- باراغواي
- بيرو
- بولندا
- البرتغال
- رومانيا
- روسيا
- صربيا
- سلوفاكيا
- سلوفينيا
- الصومال
- جنوب أفريقيا
- إسبانيا
- سورينام
- السويد
- سويسرا
- هولندا
- تونس
- ديك رومي
- تركمانستان
- أوكرانيا
- أوروغواي
- أوزبكستان
- فنزويلا
- فيتنام

### البلدان التي تستخدم النقطة العشرية
البلدان التي تستخدم النقطة "." كعلامة عشرية تشمل ما يلي:
- استراليا
- بنجلاديش
- بوتسوانا
- جزر الهند الغربية البريطانية
- كمبوديا
- كندا (عند استخدام اللغة الإنجليزية)
- الصين
  - هونج كونج
  - ماكاو (بالنص الصيني والإنجليزي)
- قبرص
- جمهورية الدومنيكان
- مصر
- السلفادور
- إثيوبيا
- غانا
- غواتيمالا
- غيانا
- هندوراس
- الهند
- أيرلندا
- إسرائيل
- جامايكا
- اليابان
- الأردن
- كينيا
- كوريا الشمالية
- كوريا، جنوب
- ليبيا
- ليختنشتاين
- لوكسمبورغ (تستخدم كلا العلامتين رسميًا)
- ماليزيا
- جزر المالديف
- مالطا
- المكسيك
- ميانمار
- ناميبيا (تستخدم كلا العلامتين)
- نيبال
- نيوزيلاندا
- نيكاراغوا
- نيجيريا
- باكستان
- بنما
- الفلبين
- بورتوريكو
- دولة قطر
- المملكة العربية السعودية
- سنغافورة
- الصومال
- سيريلانكا
- سويسرا
- تايوان
- تنزانيا
- تايلاند
- أوغندا
- المملكة المتحدة
- الولايات المتحدة الأمريكية
- زيمبابوي

## أنظمة الترقيم الأخرى
يعرّف يونيكود رمز مفتاح فاصل عشري (⎖ في نظام ستة عشري U+2396، في نظام عشري 9110) الذي يشبه الفاصلة العليا. هذا الرمز مأخوذ من ISO/IEC 9995 وهو مخصص للاستخدام على لوحة المفاتيح للإشارة إلى مفتاح يقوم بإجراء فصل عشري.
في العالم العربي، حيث تُستخدم الأرقام العربية الشرقية لكتابة الأرقام، يتم استخدام رمز مختلف للفصل بين الأعداد الصحيحة وأجزاء كسور الأرقام. يشار إليه على أنه فاصل عشري عربي (٫) (في نظام ستة عشري U+066B) في يونيكود. فاصل آلاف عربي (٬) موجود أيضًا.
في اللغة الفارسية، يُطلق على الفاصل العشري «مُمَيَّز»، وهو مكتوب مثل الشرطة المائلة للأمام  —هناك فرق بسيط بين رمز الفاصلة المقلوب (فارسي) المستخدم في الجمل والفاصلة اللاتينية (٫) (بنظام ستة عشري U+066B) يستخدم لفصل التسلسلات المكونة من ثلاثة أرقام. لفصل التسلسلات المكونة من ثلاثة أرقام، يمكن استخدام فاصلة لاتينية أو مسافة فارغة؛ لكن هذا ليس معياريًا.
في طريقة برايل الإنجليزية، العلامة العشرية ⠨مختلفة عن كل من الفاصلة⠂ والنقطة ⠲ .

## أمثلة على الاستخدام
توضح الأمثلة التالية الفاصل العشري وفاصل الآلاف في العديد من البلدان التي تستخدم نظام الأرقام العربية.
| الأسلوب      | البلدان والمناطق |
| ------------ | --- |
| 1,234,567.89 | أستراليا، كندا (الناطقة بالإنجليزية؛ غير رسمي)، الصين، هونج كونج، إيران، أيرلندا، إسرائيل، اليابان، كوريا، ماليزيا، مالطا، المكسيك، نيوزيلندا، باكستان، الفلبين، سنغافورة، جنوب إفريقيا، تايوان، تايلاند، المملكة المتحدة ودول الكومنولث الأخرى، والولايات المتحدة. |
| 1234567.89   | نمط SI (النسخة الإنجليزية)، كندا (الناطقة بالإنجليزية)، الصين، جنوب إفريقيا، سريلانكا، سويسرا (يتم دعمه رسميًا للأرقام الخاصة بالعملات فقط)، المملكة المتحدة. |
| 1234567,89   | نمط SI (النسخة الفرنسية)، ألبانيا، بلجيكا (الفرنسية)، بلغاريا، كندا (الناطقة بالفرنسية)، كوستاريكا، كرواتيا، جمهورية التشيك، إستونيا، فنلندا، فرنسا، المجر، كوسوفو، أوروبا اللاتينية، لاتفيا، ليتوانيا، النرويج، بيرو، بولندا، البرتغال، روسيا، سلوفاكيا، جنوب إفريقيا، السويد، سويسرا (يتم دعمه رسميًا باستثناء الأرقام الخاصة بالعملات)، أوكرانيا، وفيتنام (في التعليم). |
| 1,234,567·89 | أيرلندا، ماليزيا، الفلبين، سنغافورة، تايوان، المملكة المتحدة (نظام قديم، وعادة ما تكون مكتوبة بخط اليد؛ في التعليم) |
| 1234.567,89  | كرواتيا (بديل للمسافات؛ الفواصل والنقاط تتناوب مع قوى 1000) |
| 1.234.567,89 | الأرجنتين، النمسا، بلجيكا (الهولندية)، البوسنة والهرسك، البرازيل، شيلي، كولومبيا، كرواتيا (غير رسمي)، الدنمارك، ألمانيا، اليونان، إندونيسيا، إيطاليا، هولندا، رومانيا، سلوفينيا، صربيا، إسبانيا، تركيا، وفيتنام. |
| 12,34,567.89 | بنغلاديش، الهند، نيبال، باكستان (انظر نظام الترقيم الهندي). |
| 1'234'567.89 | سويسرا (في الحوسبة)، ليختنشتاين. |
| 1'234'567,89 | سويسرا (في الكتابة اليدوية). |
| 1.234.567'89 | إسبانيا (الكتابة اليدوية، كانت مستخدمة حتى الثمانينيات، لا يُنصح به وفقًا لـ الأكاديمية الملكية الإسبانية). |
| 123,4567.89  | الصين (استنادًا إلى قوى 10000 - انظر الأرقام الصينية، أيضًا 1234567.89). |

- في ألبانيا، بلجيكا (الفرنسية)، استونيا، فنلندا،[36] فرنسا، المجر، بولندا، سلوفاكيا والكثير من أوروبا اللاتينية وكذلك كندا الناطقة بالفرنسية: 1234567,89 (في إسبانيا، في الكتابة اليدوية من الشائع أيضاً استخدام فاصلة عليا: 1.234.567 '89)
- في بلجيكا (الهولندية)، البرازيل، الدنمارك، ألمانيا، اليونان، اندونيسيا، إيطاليا، هولندا، البرتغال، رومانيا، روسيا، سلوفينيا، السويد وجزء كبير من أوروبا: 1234567,89 أو 1.234.567,89. في الكتابة اليدوية، يُرى أيضًا 1˙234˙567,89 ، ولكن ليس في بلجيكا أو البرازيل أو الدنمارك أو إستونيا أو ألمانيا أو هولندا أو البرتغال أو رومانيا أو روسيا أو سلوفينيا أو السويد. في إيطاليا، تُستخدم الفاصلة العليا المستقيمة أيضًا في الكتابة اليدوية: 1'234'567,89. في هولندا وبلجيكا الناطقة بالهولندية، يتم استخدام فاصل آلاف كنقطة، ويُفضل استخدامه للأرقام الخاصة بالعملات، لكن المسافة موصى بها من قبل بعض إرشادات التنسيق، ومعظمها في الكتابة التقنية.[37]
- في إستونيا، غالبًا ما تستخدم أرقام العملات نقطة "." كفاصل عشري، ومسافة كفاصل آلاف. يكون هذا أكثر وضوحًا في إيصالات التسوق وفي المستندات التي تستخدم أيضًا أرقامًا أخرى بها فواصل عشرية، مثل القياسات. تُستخدم هذه الممارسة للتمييز بشكل أفضل بين الأسعار والقيم الأخرى ذات الكسور العشرية. في استخدام قديم، كانت تستعمل النقطة لفصل الآلاف (مع الفاصلة للأرقام العشرية) — هذه الممارسة القديمة تجعل من السهل تجنب فواصل الكلمات مع أرقام أكبر.
- تاريخيًا، في ألمانيا والنمسا، كان يتم تجميع الآلاف باستخدام فواصل متبادلة من الفاصلة والنقطة، على سبيل المثال، 1.234,567.89[38][39] لـ «بليون و 234 مليون ...»، ولكن هذا لم يُشاهد أبدًا في العصر الحديث ويتطلب شرحًا لقارئ ألماني معاصر.
- سويسرا: هناك حالتان: الفاصلة العلوية كفاصل آلاف مع نقطة "." كفاصل عشري تستخدم مع العملات (على سبيل المثال: 1'234'567.89). لقيم أخرى، يتم استخدام نمط الـ SI على غرار 1234567,89 مع استخدام الفاصلة "،" كعلامة عشرية. الفاصلة العليا هي أيضًا أكثر الأنواع شيوعًا للقيم غير العملة: 1'234'567,89 — بالرغم من عدم تشجيع هذا الاستخدام رسميًا.
- في أيرلندا وإسرائيل واليابان وكوريا (كلاهما) وماليزيا ونيوزيلندا والفلبين وسنغافورة وتايوان وتايلاند والمملكة المتحدة والولايات المتحدة: 1,234,567.89 أو 1234567·89؛ هذا الشكل الأخير موجود بشكل عام فقط في المستندات القديمة وخاصة المكتوبة بخط اليد.
- كندا الإنجليزية: هناك حالتين: الأسلوب المفضل لقيم العملات هو $ 10,000.00 — أما بالنسبة للقيم الرقمية، فهي 1234567.89 ومع ذلك، تُستخدم الفاصلة أحيانًا، على الرغم من أنها لم تعد تُدرس في المدرسة أو تُستخدم في المنشورات الرسمية.
- نمط النظام الدولي: 1 234 567.89 أو 1 234 567,89 (في منشوراتهم نفسها، تُستخدم النقطة "." في النسخة الإنجليزية، والفاصلة "،" في النسخة الفرنسية الرسمية).
- في الصين، تُستخدم الفاصلة والمسافة لتمييز مجموعات الأرقام، لأن النقطة تستخدم كفاصل عشري. لا يوجد اصطلاح عام بشأن تجميع الأرقام، لذلك يمكن العثور على كلٍ من تجميع الآلاف ولا-تجميع للأرقام. اليابان وتايوان متشابهان؛ على الرغم من أنه عند التجميع بالعشرة آلاف، يتم استخدام الكانجي أو رموز تستخدم بشكل متكرر كفواصل: 1亿2345万6789 / 1億2345萬6789. يتم استخدام الفاصلة عند تجميع الآلاف.
- في الهند، نظرًا لأن نظام الأرقام يستخدم اللك (1,23,456 يساوي 123,456) والكرور (1,23,45,678 يساوي 12,345,678)، يتم استخدام الفاصلة عند مستوى ألف، لك، وكرور. على سبيل المثال، سيتم كتابة 10 مليون (1 كرور روبية) كـ 1,00,00,000. في باكستان، هناك ميل أكبر لاستخدام النظام الغربي القياسي، مع استخدام نظام الترقيم الهندي في الأعمال التجارية باللغة الأردية.

| القيمة الهندية         | القيمة             |
| ---------------------- | ------------------ |
| واحد                   | 1                  |
| عشرة                   | 10                 |
| مائة                   | 100                |
| ألف                    | 1,000              |
| لك                     | 1,00,000           |
| الكرور (عشرة ملا يين)  | 1,00,00,000        |
| عربي (غير مستخدم عادة) | 1,00,00,00,000     |
| خراب (غير مستخدم عادة) | 1,00,00,00,00,000  |
| لك كرور                | 10,00,00,00,00,000 |

## رموز اليونيكود

### تستخدم معالأرقام العربية الغربية(0123456789)
- المسافة U+0020، في HTML يستخدم الرمز &#32;
- الفاصلة العلوية ' U+0027، في نظام HTML يستخدم الرمز &#39; · &apos;
- الفاصلة، U+002C ، في HTML يستخدم الرمز &#44; · &comma;
- النقطة . U+002E ، في HTML يستخدم الرمز &#46; · &period;
- النقطة الوسطى · U+00B7 في HTML يستخدم الرمز &#183; · &middot;, &CenterDot;, &centerdot;
- المسافة الصغيرة U+2009، في HTML يستخدم الرمز &#8201; · &thinsp;, &ThinSpace;
- مسافة غير فاصلة U+202F ، في HTML يستخدم الرمز &#8239;
- النقطة العلوية ˙ U+02D9 ، في HTML يستخدم الرمز &#729; · &DiacriticalDot;, &dot;

### تستخدم معالأرقام العربية الشرقية(٠١٢٣٤٥٦٧٨٩)
- علامة عشرية عربية ٫ U+066B ، في HTML يستخدم الرمز &#1643;
- علامة تجميع الآلاف ٬ U+066C ، في HTML يستخدم الرمز &#1644;

### تستخدم مع لوحات المفاتيح
- مفتاح العلامة العشرية ⎖ U+2396، في HTML يستخدم الرمز &#9110; (يشبه الفاصلة العلوية).